# Class of Nuke 'Em High
Class of Nuke 'Em High è un film del 1986, co-diretto da Lloyd Kaufman, Michael Herz e Richard W. Haines, prodotto dalla Troma.
Girato sulla scia del successo de Il vendicatore tossico (1985), riprende molti temi del film precedente, anzitutto quello ecologista anti-nucleare, contaminandola con la commedia demenziale e l'horror splatter.
Il film ha avuto due seguiti: Class of Nuke 'Em High Part II: Subhumanoid Meltdown (1991) e Class of Nuke 'Em High 3: The Good, the Bad and the Subhumanoid (1994). Esiste anche la versione director's cut, che dura sette minuti in più della versione uscita nelle sale cinematografiche.

## Trama
(Il direttore della centrale nucleare)
A Tromaville il college Tromaville High School è situato pericolosamente vicino alla centrale nucleare. In seguito ad un incidente, la scuola viene contaminata. Uno studente beve dell'acqua e inizia a trasformarsi orribilmente. L'episodio viene però minimizzato dai dirigenti della centrale nucleare, e le lezioni continuano come se niente fosse accaduto.
Ma nella centrale nucleare si coltiva anche della marijuana. Un gruppo di studenti, chiamati "I cretini", si fornisce alla centrale nucleare e confeziona degli spinelli chiamati "lo sballo atomico". Durante una festa, il gruppo vende uno di questi spinelli a una pudica e timida coppia di ragazzi: Warren e Chrissy. Una volta fumato i due hanno un intenso rapporto sessuale e iniziano ad avere allucinazioni.
Il giorno dopo, Warren inizia a mutare e attacca "i cretini", mentre Chrissy vomita nel bagno un orribile piccolo mostro, che una volta dentro le fogne cresce e inizia ad uccidere tutti i componenti del liceo.

## Slogan promozionali
- «It rotted their bodies. It corrupted their minds. And thats's the good news»
«Distruggono i loro corpi. Corrompono le loro menti. E questa è la bella notizia»
- «Readin'...writin'... and radiation!»